# Arusha
Pour les articles homonymes, voir Arusha (homonymie).
Arusha est une ville du Nord de la Tanzanie et la capitale de la région d'Arusha. En 2012, sa population s'élevait à 416 442 habitants, les estimations actuelles vont jusqu'à 500 000 habitants.

## Géographie
La ville est près du mont Kilimandjaro.

## Histoire
Les Maasaï se sont établis dans la ville en 1830.  En 1896, la ville a été conquise par les Allemands .  En 1916, les Britanniques ont pris le contrôle de la ville .

## Économie
Arusha est le centre administratif et industriel d’une région productrice de café, de coton, de pyrèthre et de sisal.

## Organisations internationales
Arusha est le siège de la Communauté d'Afrique de l'Est.
Arusha a été le siège du Tribunal pénal international pour le Rwanda (TPIR), institution créée en novembre 1994 par les Nations unies pour juger les crimes de génocide commis la même année au Rwanda. Installé dans les locaux du Arusha International Conference Centre (en) (AICC), ses travaux se sont achevés le 31 décembre 2015. Les dossiers du tribunal ont été repris par le Mécanisme pour les Tribunaux pénaux internationaux, dont la division africaine mène à bien les travaux du TPIR et est basée à Arusha.
Arusha est également le siège de la Cour africaine des droits de l'homme et des peuples. Cette cour qui avait débuté ses activités à Addis Abeba, la capitale éthiopienne (siège de l'Union africaine) en novembre 2006, s'est installée à Arusha en août 2007 dans des locaux provisoires, la Tanzanie devant lui construire un siège dans cette ville.

## Transport
Arusha est le terminus d'une voie de chemin de fer qui la relie aux ports de l'océan Indien : Tanga, en Tanzanie et Mombasa, au Kenya.
L'aéroport d'Arusha (code AITA : ARK) offre des vols à destination des grands parcs, de Zanzibar et d'autres villes de Tanzanie. L'aéroport international le plus proche est l'aéroport international du Kilimandjaro, distant d'environ 50 kilomètres.

## Parcs naturels
La ville est près de divers parcs naturels, dont le Parc national du Serengeti, le parc national de Tarangire, le cratère du Ngorongoro, et aussi les ascensions du Kilimandjaro et du mont Méru.

## Culture
La ville compte un musée, le Arusha National Natural History Museum.
La partie du centre-ville d’Arusha située près de Clock Tower apparaît dans Hatari !, film américain de Howard Hawks dont le tournage s’est déroulé entre le 28 novembre 1960 et le 24 mai 1961. Le film fut en partie tourné au Parc national d’Arusha, au Tanganyika (la partie continentale de l’actuelle Tanzanie).

## Enseignement supérieur
L’Université d'Arusha a été fondée en 1974.

## Monuments
Un monument rappelle la déclaration d'Arusha, prononcé sur place le 5 février 1967 par Julius Nyerere, alors président de la Tanzanie, et un musée est consacré à cet événement.

## Lieux de culte
Parmi les lieux de culte, il y a principalement des églises et des temples chrétiens : Archidiocèse d'Arusha (Église catholique), Anglican Church of Tanzania (Communion anglicane), Evangelical Lutheran Church in Tanzania (Fédération luthérienne mondiale), Convention baptiste de Tanzanie (Alliance baptiste mondiale), Assemblées de Dieu .  Il y a aussi des mosquées musulmanes.

## Personnalités liées à la ville
- Edward Lowassa, né en 1953 à Arusha, homme politique.
- Elizaphan Ntakirutimana, mort en 2007 à Arusha, pasteur de l'Église adventiste du septième jour du Rwanda.
- Vanessa Mdee, née en 1988 à Arusha, chanteuse.
- Danny Mrwanda, né en 1984 à Arusha, footballeur.
- Miriam Odemba, née en 1983 à Arusha, top model.
- Josephine Wapakabulo, née en 1973 à Arusha, ingénieure.

## Jumelage
- Kansas City (Missouri) (États-Unis)
- Durham (Caroline du Nord) (États-Unis)